# پیشین‌شتر
پیشین‌شتر (نام علمی: Procamelus) نام یک سرده از تیره شتران است.